# PRO8L3M
PRO8L3M – polski duet wykonujący szeroko rozumianą muzykę hip-hopową i trapową założony w 2013 w Warszawie przez producenta i DJ-a Piotra „Steeza” Szulca oraz rapera Oskara Tuszyńskiego ps. Oskar83.

## Historia
Zespół zadebiutował w 2013 roku minialbumem C30-C39, którego tytuł oznacza otwarcie szachowe zwane gambitem królewskim. Wydawnictwo ukazało się w nakładzie limitowanym do tysiąca egzemplarzy. Album promowany był teledyskiem do utworu „Tori Black”, którego autorem zdjęć jest Jan Holoubek.
Szerszej publiczności dali się poznać dzięki wydanemu w 2014 roku mixtape’owi Art Brut. Wydawnictwo ma charakter materiału koncepcyjnego, jego warstwa muzyczna oparta jest na samplach z polskiej muzyki rozrywkowej lat 70. i 80. Płyta doceniona została przez krytyków, jak i również w środowiskach poza hip-hopowych. Tytułem nawiązuje do artystycznego ruchu art brut, w języku francuskim oznaczającym sztukę „surową, nieokrzesaną”. Mixtape promował teledysk do utworu „Jakby świat kończył się”, w którym wystąpili polska aktorka Aleksandra Hamkało i raper Sokół.
W 2014 roku otrzymali nagrodę „Nocne Marki” magazynu Aktivist w kategorii „Artysta Roku”. Także w 2014 roku odbyła się premiera filmu fabularnego „Pocztówki z Republiki Absurdu” w reżyserii Jana Holoubka, na którego potrzeby zespół napisał utwór pt. „Krzyk”, inspirowany samospaleniem żołnierza Armii Krajowej i filozofa, Ryszarda Siwca w 1968 roku.
Na początku 2016 roku zespół opublikował koncertowy teledysk do utworu „Stówa”. 1 czerwca, tego samego roku nakładem RHW Records ukazał się debiutancki album zespołu zatytułowany PRO8L3M. Płytę poprzedził singel „2040”, którego prapremiera odbyła się na antenie Programu III Polskiego Radia. Do piosenki powstał teledysk nawiązujący do cyberpunkowych produkcji anime. Wcześniej, w maju, trzecie wydawnictwo zespołu trafiło do przedsprzedaży w edycji limitowanej do 4 tys. egzemplarzy. Również w maju odbyła się premiera drugiego singla z płyty, „Molly”. Piosenkę promował wideoklip, w którym główną rolę zagrał amerykański aktor Philip Lenkowsky. W ciągu miesiąca album pokrył się złotem, a w ciągu roku platyną.
1 czerwca 2017 roku na platformie YouTube udostępniony został utwór „2#17” zapowiadający kolejne wydawnictwo grupy – minialbum Hack3d By GH05T 2.0, skłaniający do refleksji nad zagrożeniami płynącymi z korzystania z najnowszych technologii oraz będący swoistą kontynuacją poprzedniego materiału.
Kolejne wydawnictwo PRO8L3M Ground Zero Mixtape (2018) to surowy materiał, który powstał na bazie inspiracji breakcore, techno i trance z przełomu lat 90. i 2000. Teledysk do pierwszego singla „Flary” w reżyserii Piotra Matejkowskiego, zdobył Grand Prix pierwszej edycji festiwalu wideoklipów PL Music Video Awards w Łodzi, nagrodę za najlepszy teledysk w kategorii „hip-hop” oraz nominację Berlin Music Video Awards 2018, Los Angeles Cinefest 2018, Phoenix Film Festival Melbourne 2018 czy Bucharest ShortCut Cinefest 2018. Ground Zero Mixtape jest pierwszym w historii albumem w formie mikstejpu nagrodzonym Fryderykiem.
Drugi długogrający album Widmo ukazał się 1 marca 2019 roku nakładem wytwórni RHW Records. Album pokrył się platyną w ciągu trzech tygodni od premiery, zadebiutował na 1. miejscu polskiej listy sprzedaży – OLiS oraz otrzymał nominację do Fryderyków 2020 w kategorii „Album roku hip-hop”. Trafił do sprzedaży na płycie CD oraz w limitowanym do 300 egzemplarzy nakładzie na dwóch 12" płytach gramofonowych. Materiał krąży wokół zagadnień współczesnej cywilizacji i jej pułapek, a tło stanowią degradacja środowiska i dewaluacja systemu wartości, w tym apokaliptyczne opowieści o nadchodzącym upadku zachodniej cywilizacji. Utwór “VI katastrofa” powstał we współpracy z WWF, a jego tekst zainspirowany był raportem i przewidywaniami organizacji. Dane wykorzystano również do wykreowania instalacji multimedialnej OUTPO5T, będącej innowacyjną formą przedpremierowego odsłuchu płyty.
Art Brut 2, ukazało się na początku marcu 2020 roku to swoista kontynuacja pierwszej odsłony krążka. Na Art Brut 2 obecna rzeczywistość została przemieszana z przełomem lat 90. i 00., a w kontrze do futurystycznych wizji, znajdziemy tu obrazy z dorastania w czasach dzikiego kapitalizmu oraz życia w totalnym oderwaniu od współczesnej technologii. Premierze albumu ponownie towarzyszyło immersyjne doświadczenie, podczas którego można było przedpremierowo usłyszeć materiał jeszcze przed jego ukazaniem się. Zorganizowany na 2 tygodnie przed premierą albumu TEST DRIV3 zgromadził blisko 3 tysiące fanów PRO8L3M, a sam krążek już w 24h od uruchomienia preorderu sięgnął po złoto.
W lipcu 2020 roku muzycy wspólnie z raperem Taco Hemingwayem założyli wydawnictwo muzyczne pod nazwą 2020.
Utwór „Strange Days” to pierwszy singiel promujący zapowiedziany na początek 2021 roku kolejny album zespołu Fight Club.
1 grudnia 2023 roku ukazał się album na 10 lecie zespołu o nazwie PROXL3M. W preorderze albumu oferowana była limitowana (300 sztuk) sprzedaż telefonu NOKIA 2660 FLIP z czeskim SIM i kartą micro SD 16GB. Na telefonie poza albumem zapisane zostały archiwalne zdjęcia i inne materiały, które powstały w historii działalności zespołu.

## Dyskografia
Albumy studyjne
| Rok  | Dane dot. albumu                                                                            | Pozycja na liście | Sprzedaż        | Certyfikat                 |
| Rok  | Dane dot. albumu                                                                            | POL               | Sprzedaż        | Certyfikat                 |
| ---- | ------------------------------------------------------------------------------------------- | ----------------- | --------------- | -------------------------- |
| 2016 | PRO8L3M - Data: 1 czerwca 2016 - Wydawca: RHW Records - Format: CD, LP, digital download    | 2                 | - POL: 90 000+  | - ZPAV: 3× platynowa płyta |
| 2019 | Widmo - Data: 1 marca 2019 - Wydawca: RHW Records - Format: CD, CC, LP, digital download    | 1                 | - POL: 120 000+ | - ZPAV: 4× platynowa płyta |
| 2021 | Fight Club - Data:: 30 marca 2021 - Wydawca: RHW Records - Format: CD, LP, digital download | 1                 | - POL: 90 000+  | - ZPAV: 3× platynowa płyta |
| 2023 | PROXL3M - Data:: 1 grudnia 2023 - Wydawca: 2020 - Format: CD, digital download              | 1                 | - POL: 120 000+ | - ZPAV: 4× platynowa płyta |

Minialbumy
| Rok  | Dane dot. albumu                                                                                    | Sprzedaż     |
| ---- | --------------------------------------------------------------------------------------------------- | ------------ |
| 2013 | C30-C39 - Data: 12 czerwca 2013 - Wydawca: RHW Records - Format: CD, LP, digital download           | - POL: 1 000 |
| 2017 | Hack3d By GH05T 2.0 - Data: 7 czerwca 2017 - Wydawca: RHW Records - Format: CD,LP, digital download | - POL: 3 500 |

Mixtape’y
| Rok                                                     | Dane dot. albumu                                                                                    | Pozycja na liście | Sprzedaż        | Certyfikat               |
| Rok                                                     | Dane dot. albumu                                                                                    | POL               | Sprzedaż        | Certyfikat               |
| ------------------------------------------------------- | --------------------------------------------------------------------------------------------------- | ----------------- | --------------- | ------------------------ |
| 2014                                                    | Art Brut - Data: 19 września 2014 - Wydawca: RHW Records - Format: CD, LP, digital download         | –                 | - POL: 3 500+   |                          |
| 2018                                                    | Ground Zero Mixtape - Data: 16 marca 2018 - Wydawca: RHW Records - Format: CD, LP, digital download | 1                 | - POL: 150 000+ | - ZPAV: diamentowa płyta |
| 2020                                                    | Art Brut 2 - Data: 6 marca 2020 - Wydawca: RHW Records - Format: CD, LP, digital download           | 1                 | - POL: 150 000+ | - ZPAV: diamentowa płyta |
| „–” oznacza, że album nie był notowany na danej liście. | |                   |                 |                          |

Remix albumy
| Rok  | Dane dot. albumu                                                                          | Pozycja na liście |
| Rok  | Dane dot. albumu                                                                          | POL               |
| ---- | ----------------------------------------------------------------------------------------- | ----------------- |
| 2024 | Art Brut 1 Remixed - Data: 20 grudnia 2024 - Wydawca: 2020 - Format: CD, digital download | 1                 |

Single
| Rok                                                      | Tytuł                                      | Pozycje na listach | Pozycje na listach | Certyfikat                 | Album               |
| Rok                                                      | Tytuł                                      | HHTV               | UJOT               | Certyfikat                 | Album               |
| -------------------------------------------------------- | ------------------------------------------ | ------------------ | ------------------ | -------------------------- | ------------------- |
| 2016                                                     | „2040”                                     | –                  | –                  | - ZPAV: złota płyta        | PRO8L3M             |
| 2016                                                     | „Molly”                                    | 1                  | –                  | - ZPAV: 3× platynowa płyta | PRO8L3M             |
| 2018                                                     | „Flary”                                    | –                  | 16                 | - ZPAV: 3× platynowa płyta | Ground Zero Mixtape |
| 2018                                                     | „Hazard”                                   | –                  | –                  | - ZPAV: złota płyta        | Ground Zero Mixtape |
| 2019                                                     | „Interpol”                                 | –                  | –                  | - ZPAV: 4× platynowa płyta | Widmo               |
| 2019                                                     | „Jak Disney”                               | –                  | –                  | - ZPAV: platynowa płyta    | Widmo               |
| 2020                                                     | „Skrable”                                  | –                  | –                  | - ZPAV: 4x platynowa płyta | Art Brut 2          |
| 2020                                                     | „Koło fortuny”                             | –                  | –                  | - ZPAV: złota płyta        | Art Brut 2          |
| 2020                                                     | „W domach z betonu”                        | –                  | –                  | - ZPAV: platynowa płyta    | Art Brut 2          |
| 2020                                                     | „Przebój nocy” (gościnnie: Wanda i Banda)  | –                  | –                  | - ZPAV: 4× platynowa płyta | Art Brut 2          |
| 2020                                                     | „Strange Days”                             | –                  | –                  | - ZPAV: złota płyta        | Fight Club          |
| 2020                                                     | „Backstage” (gościnnie: Andrzej Zaucha)    | –                  | –                  | - ZPAV: złota płyta        | Art Brut 2          |
| 2021                                                     | „Żar (Tak to robię)” (gościnnie: Brodka)   | –                  | –                  | - ZPAV: platynowa płyta    | Fight Club          |
| 2021                                                     | „V”                                        | –                  | –                  | - ZPAV: złota płyta        | Fight Club          |
| 2021                                                     | „Fight Club”                               | –                  | –                  | - ZPAV: złota płyta        | Fight Club          |
| 2021                                                     | „A2” (gośc. Paluch)                        |                    |                    | - ZPAV: złota płyta        | Fight Club          |
| 2021                                                     | „Freon” (gościnnie: Dawid Podsiadło, Duit) |                    |                    | - ZPAV: platynowa płyta    | Fight Club          |
| 2023                                                     | „Nicea”                                    |                    |                    | - ZPAV: 4× platynowa płyta | PROXL3M             |
| 2023                                                     | „Mayday”                                   |                    |                    | - ZPAV: platynowa płyta    | PROXL3M             |
| 2023                                                     | „False flag”                               |                    |                    | - ZPAV: złota płyta        | PROXL3M             |
| 2023                                                     | „eXplosion”                                |                    |                    | - ZPAV: złota płyta        | PROXL3M             |
| „–” oznacza, że singel nie był notowany na danej liście. |                                            |                    |                    |                            |                     |

Inne certyfikowane utwory
| Rok  | Tytuł                                       | Certyfikat                 | Album               |
| ---- | ------------------------------------------- | -------------------------- | ------------------- |
| 2013 | „Tori Black”                                | - ZPAV: platynowa płyta    | C30-C39             |
| 2013 | „Tiramisu”                                  | - ZPAV: platynowa płyta    | C30-C39             |
| 2016 | „Prequel”                                   | - ZPAV: złota płyta        | PRO8L3M             |
| 2016 | „VHS”                                       | - ZPAV: platynowa płyta    | PRO8L3M             |
| 2016 | „777moneymaker”                             | - ZPAV: złota płyta        | PRO8L3M             |
| 2016 | „Art. 258”                                  | - ZPAV: złota płyta        | PRO8L3M             |
| 2016 | „K-PAX”                                     | - ZPAV: złota płyta        | PRO8L3M             |
| 2016 | „Dr Melfi”                                  | - ZPAV: złota płyta        | PRO8L3M             |
| 2017 | „Makijaż”                                   | - ZPAV: platynowa płyta    | Hack3d By GH05T 2.0 |
| 2017 | „World Wide Web”                            | - ZPAV: złota płyta        | Hack3d By GH05T 2.0 |
| 2017 | „Hack3d By GH05T 2.0”                       | - ZPAV: złota płyta        | Hack3d By GH05T 2.0 |
| 2018 | „V8”                                        | - ZPAV: złota płyta        | Ground Zero Mixtape |
| 2018 | „Magnolie”                                  | - ZPAV: złota płyta        | Ground Zero Mixtape |
| 2018 | „Golden”                                    | - ZPAV: złota płyta        | Ground Zero Mixtape |
| 2018 | „Vanitas”                                   | - ZPAV: platynowa płyta    | Ground Zero Mixtape |
| 2018 | „Półsny”                                    | - ZPAV: złota płyta        | Ground Zero Mixtape |
| 2018 | „Ground Zero”                               | - ZPAV: diamentowa płyta   | Ground Zero Mixtape |
| 2019 | „Monza”                                     | - ZPAV: platynowa płyta    | Widmo               |
| 2019 | „National Geographic”                       | - ZPAV: platynowa płyta    | Widmo               |
| 2019 | „Rotterdam”                                 | - ZPAV: platynowa płyta    | Widmo               |
| 2019 | „USB”                                       | - ZPAV: platynowa płyta    | Widmo               |
| 2019 | „Crash Test”                                | - ZPAV: 2× platynowa płyta | Widmo               |
| 2019 | „112”                                       | - ZPAV: złota płyta        | Widmo               |
| 2019 | „Prawdy nie mówi nikt”                      | - ZPAV: złota płyta        | Widmo               |
| 2019 | „VI katastrofa”                             | - ZPAV: złota płyta        | Widmo               |
| 2020 | „Piekło jest w nas” (gośc. Majka Jeżowska)  | - ZPAV: platynowa płyta    | Art Brut 2          |
| 2020 | „Szansa na sukces”                          | - ZPAV: złota płyta        | Art Brut 2          |
| 2020 | „Zadzwoń do mnie”                           | - ZPAV: 2× platynowa płyta | Art Brut 2          |
| 2020 | „Matchboxy”                                 | - ZPAV: złota płyta        | Art Brut 2          |
| 2020 | „BMK”                                       | - ZPAV: złota płyta        | Art Brut 2          |
| 2020 | „Bagaże”                                    | - ZPAV: złota płyta        | Art Brut 2          |
| 2021 | „Ritz Carlton (Remix)” (gośc. Vito Bambino) | - ZPAV: platynowa płyta    | Fight Club          |
| 2021 | „GeForce” (gośc. Kaz Bałagane, Szpaku)      | - ZPAV: platynowa płyta    | Fight Club          |
| 2021 | „Witamy, witamy, witamy”                    | - ZPAV: złota płyta        | Fight Club          |
| 2021 | „Zombie” (gośc. Sokół, Duit)                | - ZPAV: złota płyta        | Fight Club          |
| 2021 | „NASCAR” (gośc. CatchUp, Pezet)             | - ZPAV: złota płyta        | Fight Club          |
| 2023 | „Każdy tylko nie ja”                        | - ZPAV: złota płyta        | PROXL3M             |
| 2023 | „S-class”                                   | - ZPAV: złota płyta        | PROXL3M             |
| 2023 | „Tekken”                                    | - ZPAV: złota płyta        | PROXL3M             |
| 2023 | „Miyabi”                                    | - ZPAV: 2× platynowa płyta | PROXL3M             |
| 2023 | „Otchłań”                                   | - ZPAV: złota płyta        | PROXL3M             |
| 2023 | „Byłem człowiekiem”                         | - ZPAV: platynowa płyta    | PROXL3M             |

Gościnne występy
| Rok  | Tytuł                                                               | Certyfikat                 | Źródło  |
| ---- | ------------------------------------------------------------------- | -------------------------- | ------- |
| 2014 | Quebonafide, Sokół, PRO8L3M – „Szacunek” (prod. N.M.E.T.)           |                            | [ 112 ] |
| 2017 | Włodi, PRO8L3M – „D/CD” (prod. DJ. B)                               |                            | [ 113 ] |
| 2018 | Rasmentalism, Sokół, Oskar – „Duch” (prod. Ment XXL)                |                            | [ 114 ] |
| 2018 | Hemp Gru, PRO8L3M – „Rajski ogród” (prod. Steez83)                  |                            | [ 115 ] |
| 2019 | Sokół, PRO8L3M, Taco Hemingway – „Napad na bankiet” (prod. Steez83) | - ZPAV: 4× platynowa płyta | [ 117 ] |
| 2019 | Dawid Podsiadło – „Lis” (PRO8L3M Remix, prod. Steez83)              |                            | [ 118 ] |
| 2019 | Jetlagz, PRO8L3M – „Mieć i nie mieć” (prod. Steez83)                |                            | [ 119 ] |
| 2022 | Kukon – „Hard Flex Drive”                                           | - ZPAV: złota płyta        | [ 121 ] |

## Teledyski
| Rok  | Tytuł                                      | Reżyseria                        | Album               | Źródło  |
| ---- | ------------------------------------------ | -------------------------------- | ------------------- | ------- |
| 2013 | „Opowieść o tobie”                         | Kuba Bujas                       | C30-C39             | [ 122 ] |
| 2013 | „Tori Black”                               | Kuba Bujas                       | C30-C39             | [ 7 ]   |
| 2014 | „Jakby świat kończył się”                  | Kuba Bujas                       | Art Brut            | [ 11 ]  |
| 2016 | „2040”                                     | Kuba Bujas                       | PRO8L3M             | [ 18 ]  |
| 2016 | „Molly”                                    | Piotr Matejkowski                | PRO8L3M             | [ 20 ]  |
| 2016 | „Stówa” (Live)                             | –                                | Art Brut            | [ 15 ]  |
| 2017 | „K-PAX”                                    | Piotr Matejkowski                | PRO8L3M             | [ 123 ] |
| 2018 | „Flary”                                    | Piotr Matejkowski                | Ground Zero Mixtape | [ 124 ] |
| 2018 | „Hazard”                                   | –                                | Ground Zero Mixtape | [ 125 ] |
| 2018 | „Na Audiencji”                             | Gosia Herman                     | Ground Zero Mixtape | [ 126 ] |
| 2019 | „Interpol”                                 | Gosia Herman                     | Widmo               | [ 127 ] |
| 2019 | „Crash test”                               | Gosia Herman                     | Widmo               | [ 128 ] |
| 2019 | „To nie był film” (gościnnie: Artur Rojek) | Gosia Herman                     | Widmo               | [ 129 ] |
| 2019 | „VI Katastrofa”                            | Kamila Staszczyszyn, Kuba Matyka | Widmo               | [ 130 ] |
| 2020 | „Skrable”                                  | –                                | Art Brut 2          | [ 131 ] |
| 2020 | „Koło fortuny”                             | Gosia Herman                     | Art Brut 2          | [ 132 ] |
| 2020 | „W domach z betonu”                        | Nina Hajdorowicz                 | Art Brut 2          | [ 133 ] |
| 2020 | „Przebój nocy” (gościnnie: Wanda i Banda)  | Gosia Herman                     | Art Brut 2          | [ 59 ]  |
| 2020 | „BMK”                                      | Kuba Matyka, Kamila Staszczyszyn | Art Brut 2          | [ 134 ] |
| 2020 | „Backstage” (gościnnie: Andrzej Zaucha)    | Maciek Adamczak                  | Art Brut 2          | [ 135 ] |
| 2020 | „Jak Disney”                               | Bartosz Minkiewicz               | Widmo               | [ 136 ] |
| 2021 | „Żar” (gościnnie: Brodka)                  | Andiamo                          | Fight Club          | [ 137 ] |

## Nagrody i wyróżnienia
| Rok  | Kategoria                       | Tytułem             | Nagroda                   | Nota      | Źródło  |
| ---- | ------------------------------- | ------------------- | ------------------------- | --------- | ------- |
| 2014 | Artysta Roku                    | PRO8L3M             | Nocne Marki Aktivist      | Wygrana   | [ 13 ]  |
| 2018 | Teledysk roku                   | „Flary”             | Berlin Music Video Awards | Nominacja | [ 138 ] |
| 2018 | Grand Prix festiwalu            | „Flary”             | PL Music Video Awards     | Wygrana   | [ 139 ] |
| 2018 | Najlepszy klip Hip-hop          | „Flary”             | PL Music Video Awards     | Wygrana   | [ 139 ] |
| 2019 | Album roku hip-hop              | Ground Zero Mixtape | Fryderyki 2019            | Wygrana   | [ 140 ] |
| 2019 | Producent roku                  | Piotr „Steez” Szulc | Popkillery 2019           | Wygrana   | [ 141 ] |
| 2019 | Album roku                      | Ground Zero Mixtape | Popkillery 2019           | Wygrana   | [ 141 ] |
| 2020 | Album roku hip-hop              | Widmo               | Fryderyki 2020            | Nominacja | [ 142 ] |
| 2020 | Album roku Nagroda Publiczności | Widmo               | Popkillery 2020           | Wygrana   | [ 143 ] |
| 2020 | Album Dekady Nagroda Gremium    | Art Brut            | Popkillery 2020           | Nominacja | [ 143 ] |